# Kazakhstan Rugby Union
Die Kazakhstan Rugby Union (KRU) ist der nationale Dachverband für Rugby Union und Siebener-Rugby in Kasachstan. Der im Jahr 1993 gegründete Verband hat seinen Sitz in Almaty. Seit 1997 vertritt er Kasachstan beim Weltverband World Rugby und seit 1993 beim Kontinentalverband Asia Rugby.

## Aufgabe
Die Kazakhstan Rugby Union stellt die Kasachstan vertretenden Nationalmannschaften, einschließlich der für die Männer, Frauen und Jugend, zusammen. Daneben organisiert der Verband das Kinder- und Jugend-Rugby in Kasachstan. Kinder und Jugendliche werden bereits in der Schule an den Rugbysport herangeführt und je nach Interesse und Talent beginnt dann die Ausbildung. Wie andere Rugbynationen verfügt Kasachstan über eine U-20-Nationalmannschaft, die an den entsprechenden Weltmeisterschaften teilnimmt. Ebenso ist die Kazakhstan Rugby Union verantwortlich für die kasachische Siebener-Rugby-Nationalmannschaft und da Siebener-Rugby eine olympische Sportart ist, arbeitet sie hier mit dem Qasaqstan Respublikassy Ulttyq Olimpiadalyq komiteti zusammen.

## Geschichte
Die Kazakhstan Rugby Union wurde 1993 gegründet und 1997 Vollmitglied des International Rugby Football Board (IRFB; heute World Rugby). Die KRU ist außerdem seit 1993 Mitglied des 1968 gegründeten Kontinentalverbandes Asian Rugby Football Union (ARFU; heute Asia Rugby).